# 블루애플자산운용주식회사
블루애플자산운용주식회사(BLUEAPPLE ASSET MANAGEMENT LTD.)는 캐나다 밴쿠버에 본사를 두고 있고 미국 시애틀에 미국지사를 두고 있는 투자자산운용회사이다.

## 회사개요
블루애플은 캐나다 밴쿠버에 본사를 두고 있는 글로벌 IPO(기업공개) 컨설팅 및 투자자산운용회사이다. 캐나다와 미국을 중심으로 비공개 사모헤지펀드를 운용하고 있으며, 다양한 금융 상품과 실물 자산에 투자하고 있다. 또한 기업 M&A(인수합병)는 물론 월 스트리트 소재 다양한 금융 파트너 기업들과의 협업을 통해 IPO 전 단계에서 부터 소요 자금 중개 및 직접 자금 조달 및 투자 알선 서비스를 제공하고 있다. 블루애플의 특화된 글로벌 IPO 컨설팅 사업은 현지 금융 시장의 증권사, 주요 투자 기업, 증권 전문 로펌 및 회계법인 등과의 컨소시엄을 통해 미국 나스닥을 포함하여 캐나다 증권시장에 상장 및 상장 후 주가 관리 및 지속 경영을 위한 기업 컨설팅 서비스를 제공하고 있다.
- 주소: 409 Granville Street Vancouver BC Canada V6C1T2
- E-mail: Blueappleasset@gmail.com
- homepage: www.blueappleasset.com

## 관계사(자회사)

### 블루애플리츠펀드
블루애플리츠펀드는 부동산 및 대체 투자로 특화된 사모펀드를 운용하고 있으며, 북미지역을 넘어 아시아 및 중동, 유럽지역으로 사업영역을 확장할 준비 작업을 2024년부터 착수하였다. 또한 기업 인수합병 컨소시엄 운용 및 자금 중개에 특화된 조직을 구성하고 있다. 조세절감 지역을 통한 투자 영역별 펀드 운용 및 컨소시엄 투자를 통해 데이터 센터, 실버 타운, 공공 시설, 주거 시설, PF(프로젝트 파이낸스), 일반상업시설 등에 대한 투자 영역을 확대해 나가고 있다.
- 블루애플리츠펀드운용 주식회사 투자분야

1. 전통적인 오피스, 호텔, 주택, 쇼핑몰, 병원, 부동산 투자 자문
2. 물류센터, 데이터센터, 차세대 통신시설(셀 타워), 셀프 스토리지 등 핵심 인프라 투자 자문
3. 공공 임대 주택, 공공 실버 타운 및 공동 생활 시설 건축·운영 분야 등 공공 시설 부문 투자
4. 부동산, 인프라, 원자재, 기업 금융 등 다양한 실물 자산을 기초로 수익성과 안정성을 보장하에 투자
5. 부동산, 부동산 관련 권리, 부동산 담보 금전채권, 부동산 개발회사 대상 투자 펀드 운용

## 핵심사업분야

### 주요 사업 포트폴리오
블루애플은 성장 잠재력을 보유한 한국 및 글로벌 벤처기업, 스타트업을 대상으로 선진국 증권시장에 상장을 위한 컨설팅 사업을 포함하여, Pre-IPO 기간 중 소요 자금 조달 지원 서비스, 사모펀드 운영, 기업 운영자금 조달 및 인수합병, 정부 자금 지원 프로젝트 수행 컨설팅 등 다양한 기업 금융 서비스를 제공하고 있다.
1. IPO 대상 기업 발굴 및 IPO 컨설팅 / 상장 후 주가 관리 및 지속 경영을 위한 Post IPO 컨설팅
2. M&A(인수합병) 조금조달 및 중개 컨설팅 / 적대적 M&A 방어 전략 자문 및 수립
3. 기업 자금 투자 및 중개 / 기업 자본구조 및 사업 모델 개편 및 경영 합리와 컨설팅
4. 캐나다 정부 기술지원 자금 컨설팅 / 벤처기업 엔젤투자 기관투자 중개
5. 리츠 투자 및 자산 인수 / 부동산 자산 투자

### IPO 컨설팅 (나스닥 상장)
미국 증권 시장은 크게 뉴욕 증권거래소(NYSE)와 나스닥(NASDAQ) 증권 거래소로 구분할 수 있으며, 각 증권 시장은 상장 자격 기준에 따라 상장 대상을 구분하여 상장 및 주식 거래 메커니즘을 운영하고 있다. 블루애플은 회사에 적합한 거래소 선택 및 IPO 또는 기업인수목적회사(SPAC: Special Purpose Acquisition Company]]) 등 가능한 상장 방법 중 고객에게 적합한 방법을 제시하고 상장 업무를 지원하고 있다.
- 미국 증권 시장의 장점(참조: 미국의 경제, 뉴욕의 경제)

1. 세계 최대의 자본시장: 세계 최대의 시장 규모와 자본 조달 방법의 다양성, 투자 포트폴리오의 국제적 다각화를 추구하는 수많은 기관투자자들의 존재로 자국 금융시장에서는 불가능한 대규모의 증권 발행 가능
2. 기업의 신뢰성 증가: 기업의 투명성 및 인지도 증가, 제품 홍보 효과 발생, 미국 시장에서 요구하는 엄격한 공시 의무의 이행에 따라 회계 제도의 선진화
3. 투자자 확보 및 추가 자금 조달의 용이: 세계 최대의 규모와 유동성으로 국내외 주주들의 주주가치 증대. 주주가치 증대에 따른 추가적인 자금조달 유리, 미국계 다국적 기업 및 기관투자자들의 관심 투자대상으로 부상 가능함

### 캐나다 IPO (TSX/TSXV)
캐나다 증권시장에 성장하고자 하는 기업들을 캐나다 주요 증권 거래소인 토론토 증권거래소(TSX), TSX 벤처 거래소(TSX-V) 및 캐나다 증권 거래소(CSE) 중에서 해당 기업에게 적합한 거래소에 상장함으로써 캐나다 자본 시장에서 자금을 조달할 수 있는 기회를 제공한다. 즉 고객 기업에게 거래소 선택 및 IPO, CPC (Capital Pool Company) 및 기타 다양한 상장 방법 중 적합한 상장 방법을 제시하고 상장 업무를 지원한다.

### PRE-IPO 사전 진단 및 자금 조달 지원
블루애플은 북미 증권 시장을 대상으로 IPO를 준비하는 기업의 동반 파트너로서 기업 구조 및 회계 자료 검토, 사업 또는 기술의 시장성, 수익성, 지속 가능성 등에 대한 평가, 상장 준비 상태 진단 및 상장 전략 수립을 통해 상장 가능성에 대한 예비 진단 서비스를 제공한다. 특히, 뉴욕 월 스트리트 전문 투자기관과의 협업을 통해, IPO 이전 단계에서 기업의 성장 동력을 유지, 확대하고 IPO 진행을 위한 소요 자금 조달에 대해서도 전문적인 자문 및 지원을 제공한다.
- 블루애플 Pre-IPO 서비스 세부 내용

1. 사전 진단 및 상장 전략 수립: 기업가치 제고를 위한 상장 방식, 기간, 절차 등 구체적인 실행계획 수립 지원, 상장 전 실질심사 관점 Risk 사전 검토 및 관리
2. 기업, 기술 가치 평가: 기업 지배 구조 및 회계 자료 검토를 통한 최적의 가치 평가 지원, 핵심 사업 모델 및 기술의 시장성·수익성 및 지속가능성 검토 및 제안
3. 성장 동력 발굴 자문: 기업의 사업 모델, 기술력, 지적재산권 등에 대한 평가를 통해 새로운 성장동력 발굴 자문 및 이를 통한 기업 및 주주가치 극대화를 위한 Deal Structure 수립 지원
4. IPO 이전 단계에서의 자금 조달 지원: 기업의 핵심 사업 유지 및 확대 발전을 위한 소요자금 조달 지원, IPO 추진에 따른 상장 비용 조달 자문 및 지원

### 사모펀드 투자
부동산 및 금융 투자의 전문성, 투자 실적을 통해서 투자자의 신뢰를 확보한다. 철저한 리스크 분석, 사업의 성장성, 시장 및 정부 정책 예상 및 경쟁 업체 동향에 대한 분석, 그리고 예상 수익 및 출구 전략 분석을 통해 투자 위험을 최소화하고 안정적인 수익 확보를 최우선 목표로 하는 펀드 운용 전략을 실행한다.
- 펀드 투자 원칙

1. 펀드 투자를 통해 투입된 자금, 블루애플의 사업적, 전략적 통찰력과 글로벌 네트워크가 레버리지를 창출할 수 있는 잠재력을 보유한 기업에 투자
2. 특히 차세대 6G 통신 관련 요소 기술 또는 어플리케이션 보유 기업, 인공지능 기반의 다양한 서비스 플랫폼 기업, 녹색 에너지, 전기차 및 이차 전지 분야의 기업군을 중심으로 집중적인 투자 기획 및 포트폴리오 확보
3. 펀드 투자를 통한 직접 투자 수익 확보는 물론 기업 합병 또는 기업 공개를 통한 출구 전략을 통해 자본 수익을 도모

### 기업 금융 컨설팅
블루애플의 기업 금융 서비스는 기업, 가족 기업, 기관 투자자, 보험사, 은행 및 공공 부문 조직을 주요 고객을 대상 으로 비즈니스 상황과 전망에 따른 맞춤형 자금 전략 및 조달 방법, 기업 자산 및 신용도 관리, 기업 경영권 방어 전략 등 기업 경영과 성공에 필수적인 이슈에 대한 솔루션을 제공한다.
- 블루애플 기업 금융 서비스 세부 내용

1. 자본 및 금융 구조 분석 및 개선, 운전 자본 최적화
2. 합작 법인 설립, 자금 조달 및 운영 전략
3. 부실 채무 및 자본의 재편성
4. 인수 및 합병, 경영권 보호, 매각, 법률 이슈 검토 및 전략적 자문
5. 사업계획 기획 및 실행 모니터링
6. IPO 전 자금조달 및 중개
7. 신흥시장 진출 전략 및 자금 조달 방안 컨설팅
8. 신용등급 분석 및 신용도 전략 자문

## 비전과 가치
1. 고객의 올바른 투자방법과 고객의 자산증식에 기여하는 정보제공 및 독창적인 투자기법을 추구한다.

1. 경영철학이 같은 각국의 다양한 투자기관들과 협업을 통해 윈윈하는 투자원칙을 고수한다.

1. 우수한 아이디어와 독창적인 사업기반을 지닌 기업을 발굴하여 자금을 지원하고 경영지도를 통해 글로벌로 나가는 교두보를 마련해 주는 계획을 실행한다.

1. 새로운 길을 개척하여 새로운 금융의 길을 열어가고 있다.

1. 기업가치의 원천은 고객에게 있다는 철학은 지속경영의 기반이 되고 있다는 원칙을 고수한다.

## 관련 기사
- 로제타텍, K-Global@실리콘밸리 2024 참가. AIoT 및 디지털 트윈 기반 화재 경보 시스템 ‘DAP’ 출품, 에이빙뉴스, '24.10.8.
- 나스닥 노크 K기업들 “입성 땐 투자받기 쉽고 몸값 상승", 중앙일, '24.6.15.
- 재난 AIoT 기업 '로제AI' 나스닥 글로벌 마켓 상장 진입 박차, 전자신문, '24.3.31.
- ㈜데이탐, 블루애플자산운용사와 업무 협약 진행, 더페어, '24.2.28.
- 로제타텍-씨어스-블루애플자산운용, 세계한인비즈니스대회에서 북미시장 공략을위한 협약식 진행, 이투뉴스, '23.10.20.
- 로제타텍, 캐나다 상장 추진, 북미 재난 방재 시장 공략, 전자신문, '23.8.2.
- "선진국은 미래 가능성 보고 상장" 블루애플자산운용사 대표 인터뷰, 이투데이, '23.5.23.
- 한바이오, 블루애플자산운용과 캐나다 주식시장 상장 준비 돌입, 글로벌경제신문, '23.2.16.
- 블루애플자산운용사 자명 대표 제5회 대한민국을 빛낸 13인 대상 "경제발전부문" 수상자로 선정, KNS TV, '22.11.21.
- 블루애플자산운용주식회사, LCM에너지솔루션 캐나다 SPAC상장, 티뉴스, '22.6.16.